# Jarandilla de la Vera
Jarandilla de la Vera es un municipio español de la provincia de Cáceres, en la comunidad autónoma de Extremadura. Con 2845 habitantes (INE 2024), es el segundo municipio más poblado de La Vera después de Jaraiz. En el término municipal se cruzan la EX-203 y la EX-119, lo que hace de este pueblo un importante cruce de caminos entre Jaraíz de la Vera, Losar de la Vera y Navalmoral de la Mata, y se encuentra el castillo-palacio de los Condes de Oropesa, donde el rey Carlos I vivió antes de que fuese construida su residencia en el monasterio de Yuste. Cuenta con una población de 2845 habitantes (INE 2024).

## Toponimia
Nieto Ballester se inclina por explicar este nombre de lugar vinculándolo con la serie toponímica del tipo Granda (Asturias), Grandón (Asturias), asociada a un conjunto de voces vivas en el cuadrante noroccidental de España: asturiano granda ‘rasa abierta, terreno pedregoso como de aluvión’, gallego-portugués gándara. Esta última voz, aunque Nieto la describe como ‘lugar montuoso, pendiente’, parece sin embargo tener en Portugal el valor de ‘lugar pedregoso, arenoso o infértil’, acepción dominante en gran parte del actual dominio de vigencia de esta familia léxica. Gandarela en Alvarenga (Portugal) es interpretada como diminutivo de gândara ‘extensão de terra mais ou menos plana e pedregosa’. La procedencia de este grupo es prerromana, con correspondencias en los Alpes.
Estos autores consideran asimismo un doblete de este mismo topónimo, el paraje llamado Jarandilla en el pueblo salmantino de Calzada de Valdunciel. Nieto explica la evolución desde granda hasta jaranda por influjo del bilingüismo árabe-romance propio de zonas de reconquista. La anaptixis de una –a- para desligar el grupo –gr- es recurso común en contexto mozárabe o aljamiado. Análoga intercalación (sin alterar el consonantismo inicial) se observa en los topns. La Garandilla, barrio de Valdesamario (León) y Valgaranda, topn. menor en Villacorta (León).

## Geografía
El término municipal de Jarandilla de la Vera limita con:
- Aldeanueva de la Vera al oeste;
- Guijo de Santa Bárbara al norte;
- Losar de la Vera y Robledillo de la Vera al este;
- Talayuela al sureste;
- Cuacos de Yuste al suroeste.

## Historia

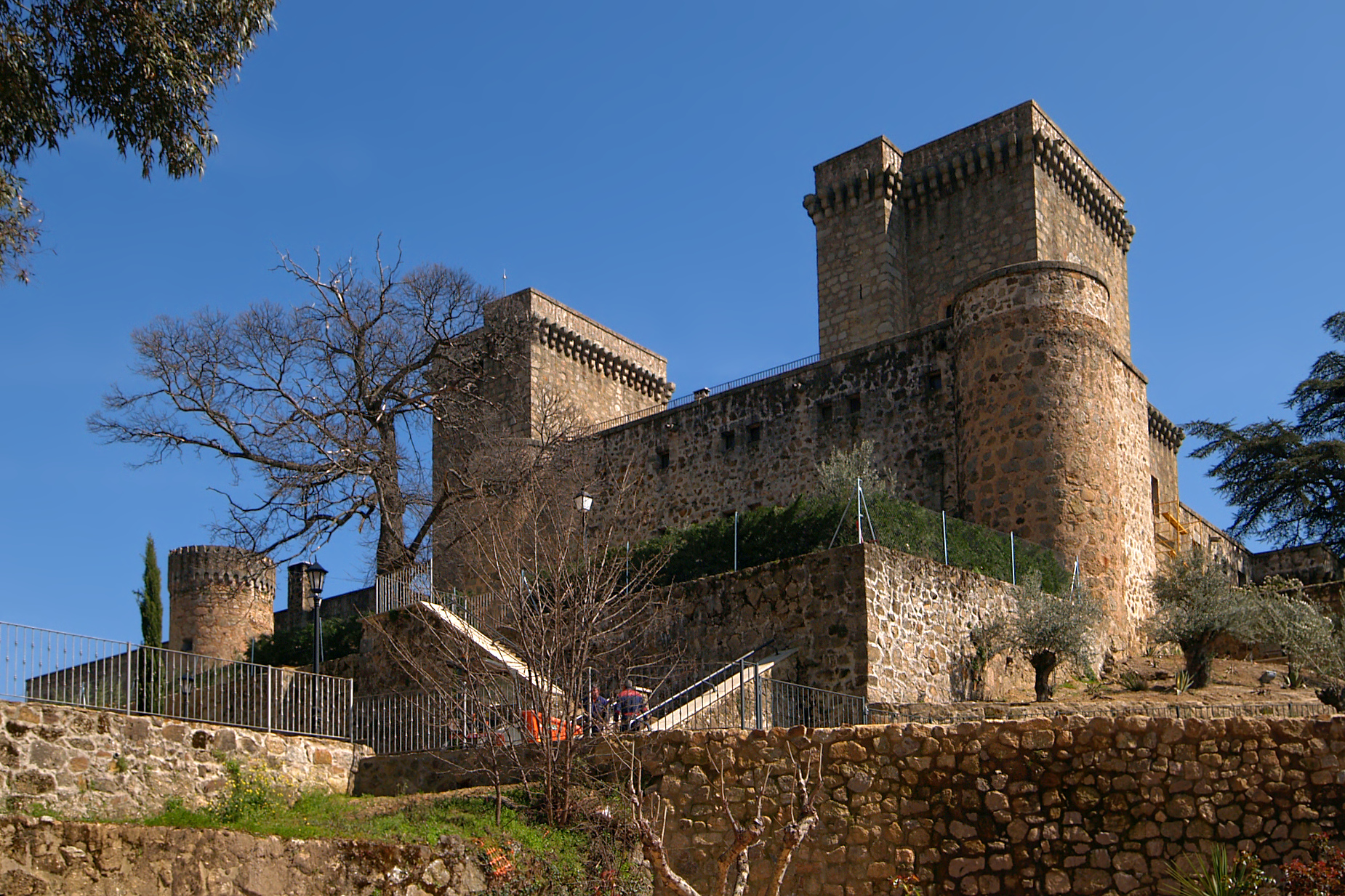
Castillo

El pueblo más antiguo que se cree que habitó la zona fueron los celtíberos. Más tarde, Jarandilla fue un municipio romano conocido como "Flavium Vivertorum". De esta época han quedado numerosos vestigios como el puente que cruza la garganta Jaranda.
Posteriormente, pasó a manos de los visigodos que dejaron como principal reliquia una pila bautismal con la cruz gamada que se halla en la iglesia de Santa María de la Torre.
Durante la época de dominación de los árabes, denominaron a Jarandilla de la Vera con el nombre de "Xarandiella".[cita requerida] Respecto al origen de la palabra, tiene en su composición la palabra Aran, que en prerromano significa valle o río (en vasco es Harán-Jarán, valle)(al igual que lo presenta la palabra Campo Arañuelo, zona geográfica muy cercana, o el Valle de Aran, Aranjuez, etc.), por lo que es posible que los árabes asignasen a la población el nombre prerromano de la zona. Jarandilla, de acuerdo con esta más que hipotética opinión, vendría de Jaranda, Xarán más el sufijo -da, "lugar de" y diminutivo illa-ae, "lugar o zona del pequeño valle".[cita requerida]
Pero el hecho sin duda más destacable de su historia fue la estancia del emperador Carlos V. Llegó a Jarandilla el 11 de noviembre de 1556 hospedándose en el castillo-palacio de los Condes de Oropesa, antes de su traslado al monasterio de Yuste en el que pasó sus últimos días. El castillo de los Condes de Oropesa es hoy en día el Parador Nacional de Turismo Carlos V.
A la caída del Antiguo Régimen la localidad se constituyó en municipio constitucional en la región de Extremadura. Desde 1834 quedó integrado en el partido judicial de Jarandilla. En el censo de 1842 contaba con 400 hogares y 2191 vecinos.

## Demografía
Jarandilla de la Vera cuenta con una población de 2845 habitantes (INE 2024).
| Gráfica de evolución demográfica de Jarandilla de la Vera entre 1842 y 2021 |
| |
| Población de derecho según los censos de población del INE Población de hecho según los censos de población del INEEn estos censos se denominaba Jarandilla: 1842, 1857, 1860, 1877, 1887, 1897, 1900, 1910, 1920, 1930, 1940, 1950 y 1960. |

## Economía

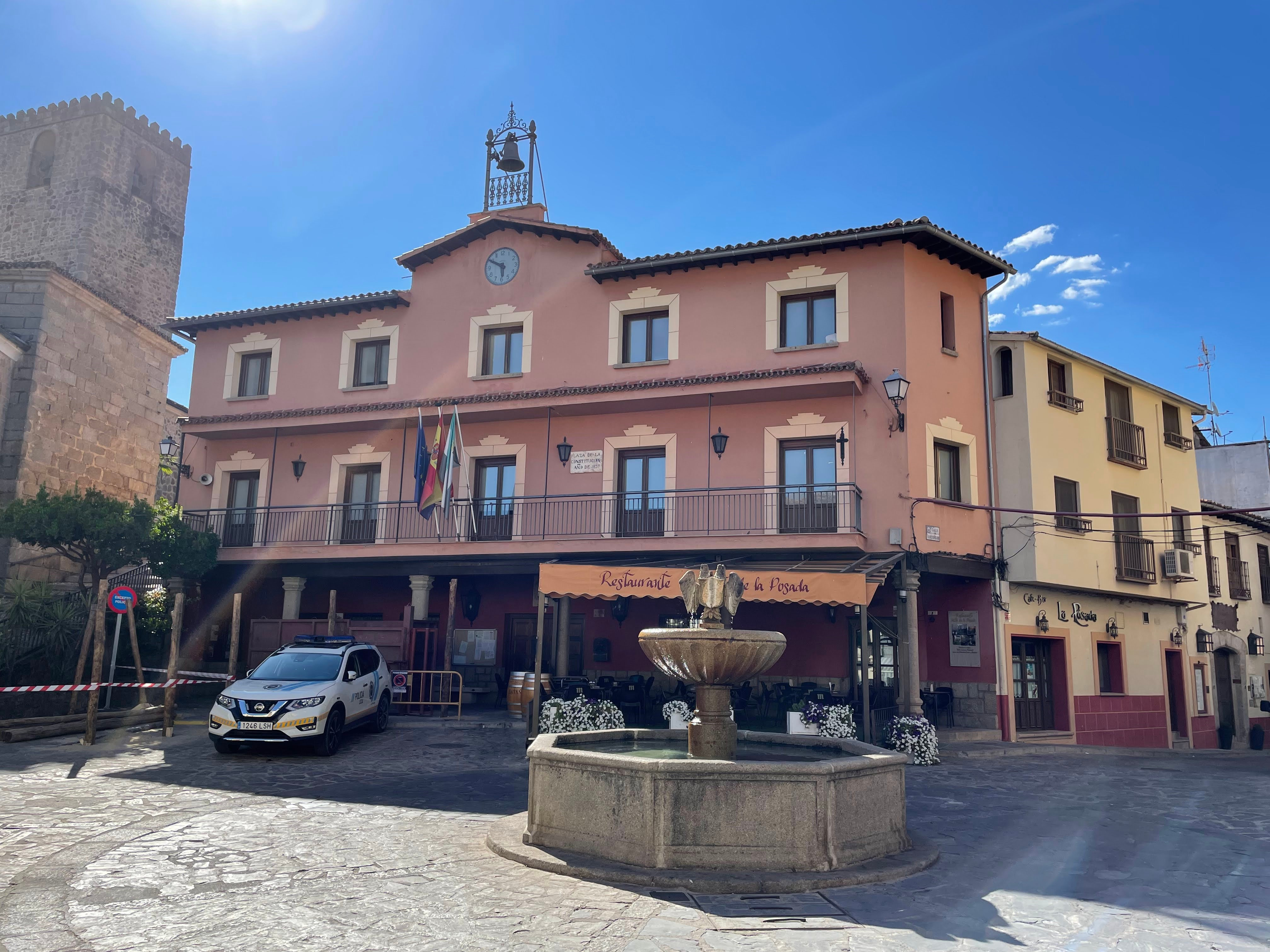
Ayuntamiento de Jarandilla de la Vera

De su economía destaca el cultivo del tabaco, del que se obtiene el 35,2 % de la producción total española en la comarca de la Vera. También destaca el pimiento con el que se elabora el preciado pimentón de la Vera.
El sector turístico es muy importante en la población. Cuenta con un Parador Nacional de Turismo, hoteles de una a cuatro estrellas, casas rurales, dos cámpines, albergues turísticos y apartamentos turísticos. Todo esto hace de esta población una de las más importantes turísticamente hablando de la comunidad autónoma de Extremadura.

## Servicios

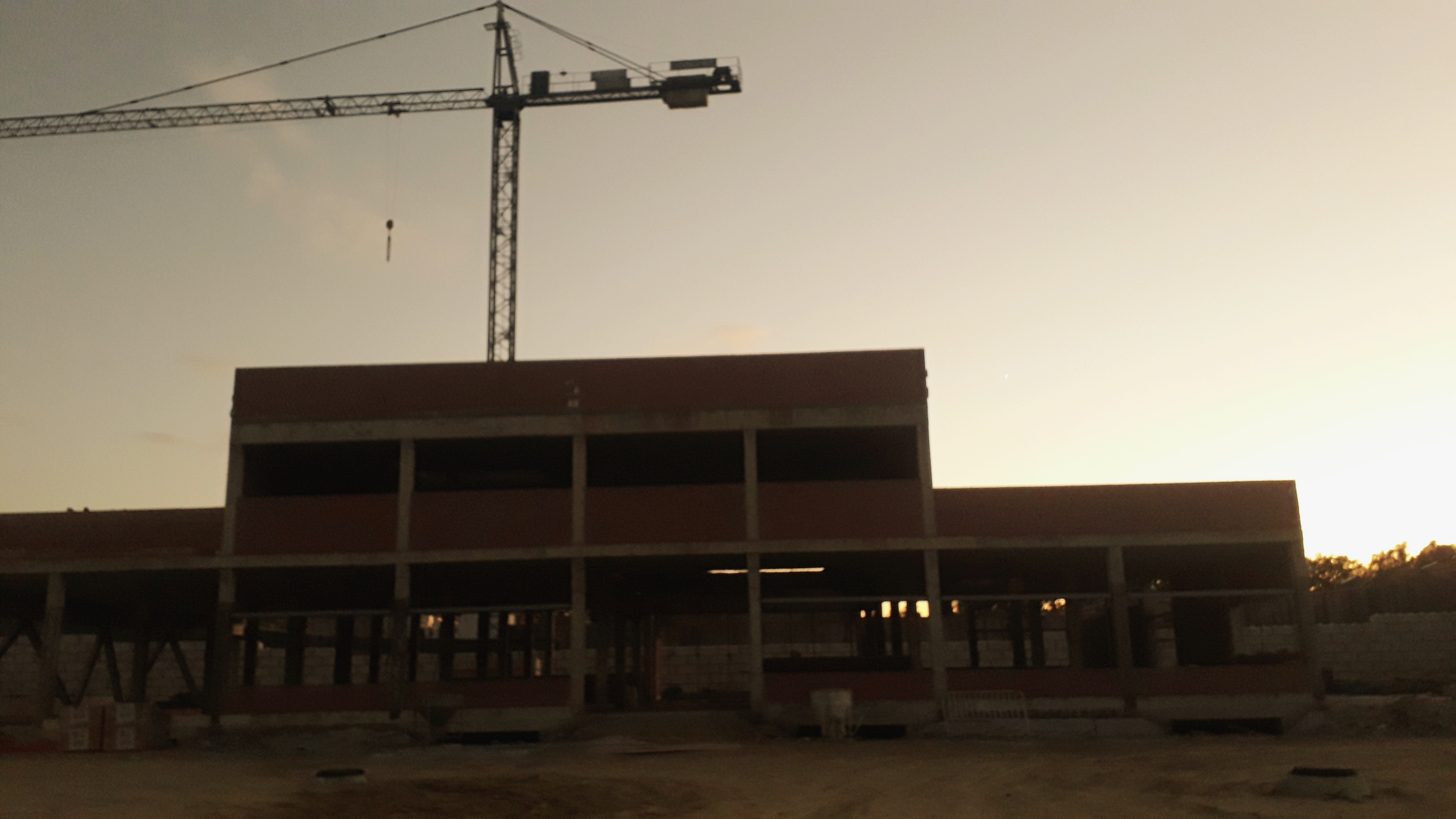
Parque de bomberos del municipio

### Educación
El pueblo cuenta con su propio IES, el IES Jaranda. Dentro del IES hay formación profesional, impartiéndose materias agroforestales y de hostelería.
El Centro de Educación Infantil "San Manuel", con alumnos del primer ciclo de educación infantil (0-3); y el colegio público "Gaspar de Loaysa" completan la educación a todos los niveles.
Jarandilla tiene una sede de la Universidad de Verano de la Universidad de Extremadura. Durante todo el año con frecuencia se realizan cursos en sus instalaciones.

### Sanidad
Pertenece a la zona de salud de Losar de la Vera dentro del área de salud de Navalmoral de la Mata. En 2013 había registrados en el municipio un consultorio de atención primaria, una consulta de fisioterapia, tres clínicas dentales, dos ópticas y un centro polivalente. En el municipio hay dos farmacias, que coordinan sus turnos de guardia con las otras farmacias de las zonas de salud de Losar y Villanueva.

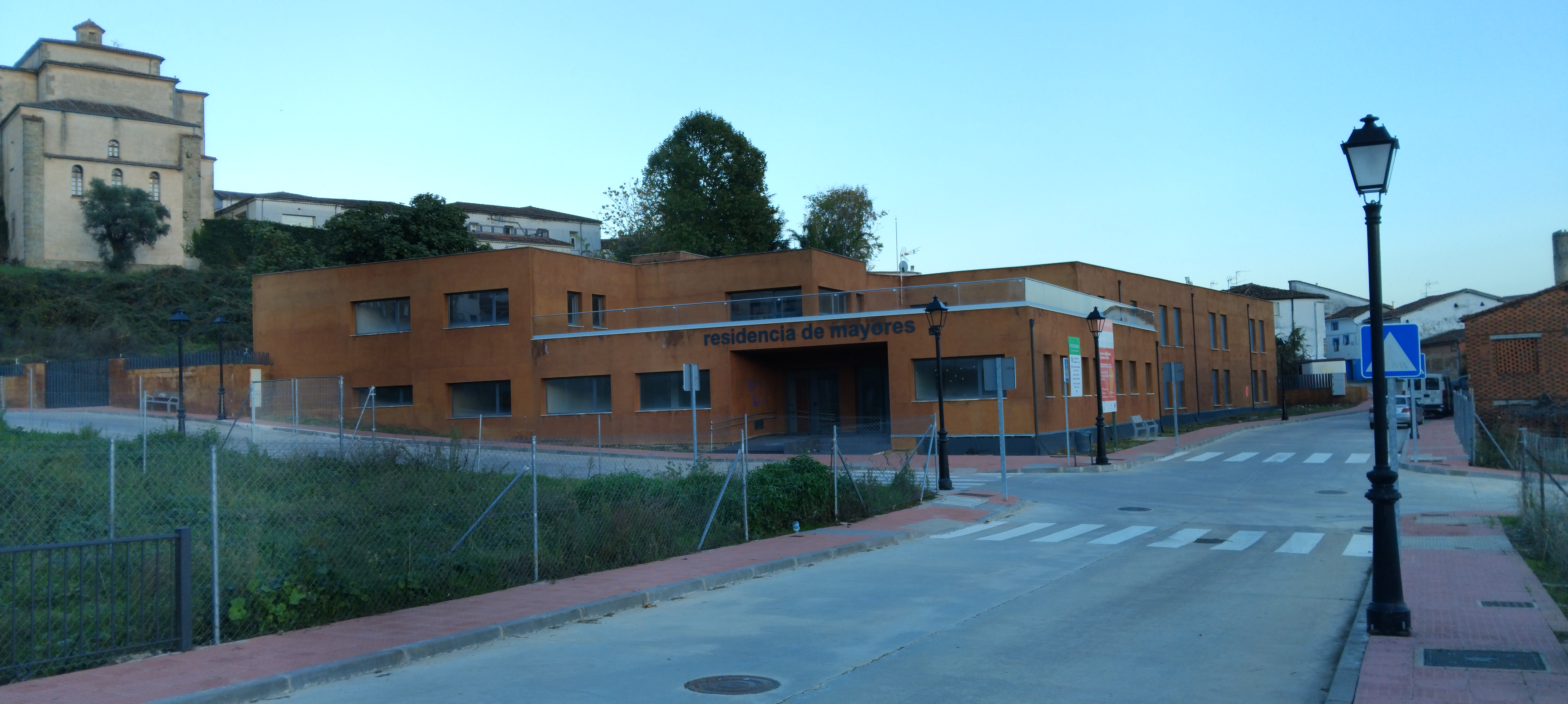
Futura residencia de mayores. Noviembre 2024

## Patrimonio

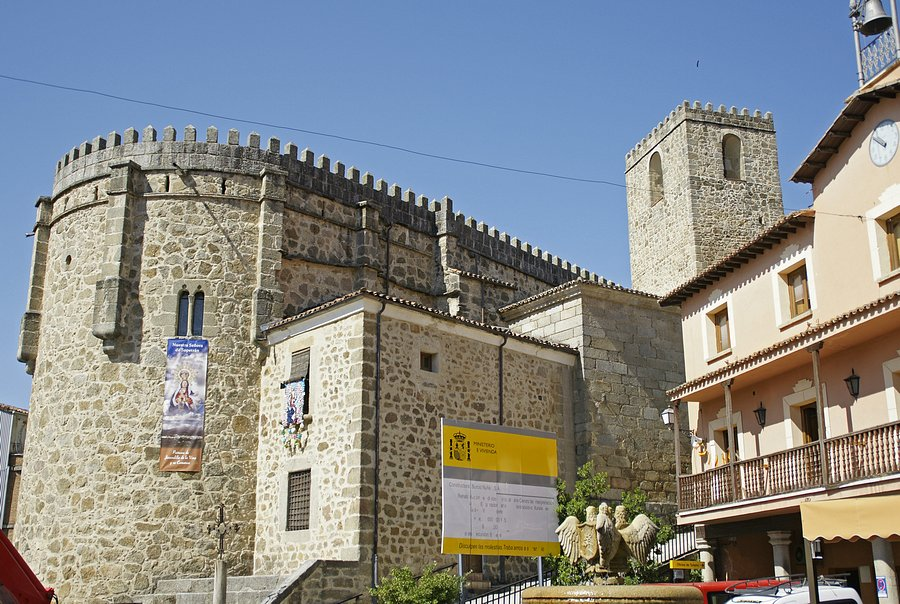
Iglesia de Nª Sra. de la Torre

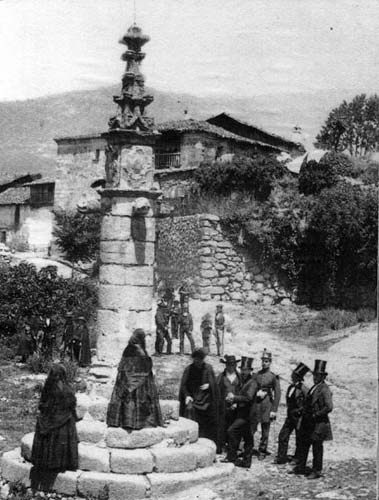
Fotografía del con la picota

- Iglesia parroquial católica bajo la advocación de Santa María de la Torre, en la diócesis de Plasencia, arciprestazgo de Jarandilla.[15]
- Castillo Palacio de los Condes de Oropesa.
- Ermita del Cristo, el humilladero de 1599. Imagen de Stmo Cristo de la Caridad.
- Ermita de Sopetrán, donde se venera la patrona de Jarandilla, la Virgen de Sopetran, cuya decoración interior se debe a los entalladores y maestros retableros de Barrado, los Hermanos de la Inzera Velasco.
- Iglesia de San Agustín, perteneciente al antiguo convento de los Agustinos.
- Convento de San Francisco, en las afueras, en el camino real, en ruinas.
- Puente Parral, de origen romano, en la Garganta Jaranda.
- Puente Jaranda, construido por los monjes de Yuste para acceder a sus fincas, es un puente de gran porte recientemente adecentado.
- Puente de Palo, pintoresco puente sobre la garganta Jaranda, de pilares de piedra y de Madera.
- El casco antiguo es extenso y es el exponente clásico de una población de montaña, con casas de piedra y enramados de madera.

## Cultura

### Eventos culturales
El segundo fin de semana de febrero se conmemora la ida del emperador Carlos V, desde su alojamiento en el Castillo de los Condes de Oropesa donde estuvo alojado hasta su morada definitiva en el Monasterio de Yuste. Ese día se hace una ruta, la ruta del Emperador, en la que participan muchas personas y hay actividades recreando la época de la visita del emperador, en 1557.
El primer fin de semana de agosto se celebra el Día de los Antiguos Oficios. Por el casco antiguo del pueblo se desarrolla en la calle una exposición de antiguos oficios que había en la población en la primera mitad de siglo XX. Hay actividades musicales, gastronómicas y mucho ambiente de calle.

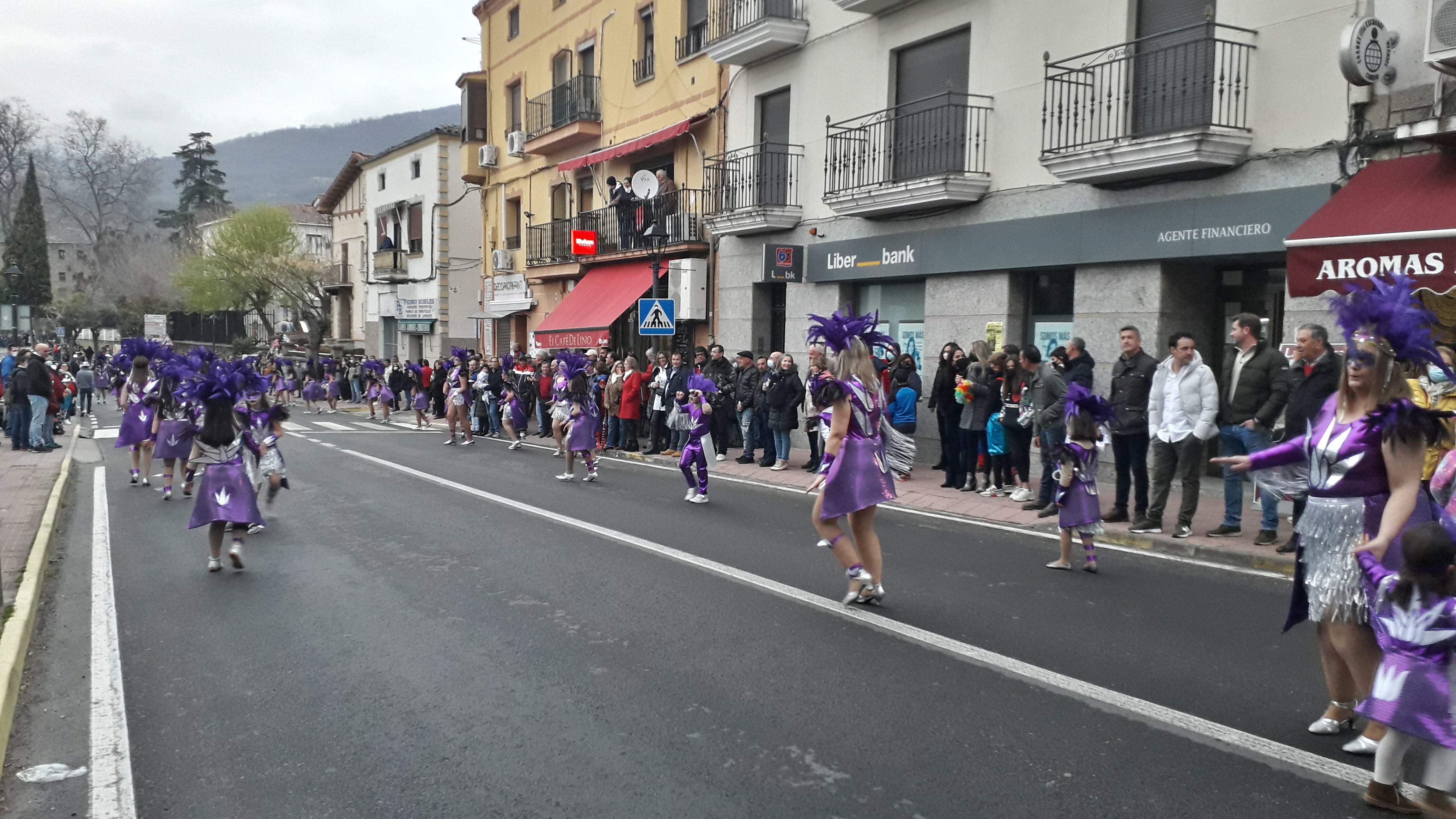
Carnaval 2022

### Festividades
El Domingo de Resurrección tiene lugar la Quema del Judas.
La feria de la villa tiene lugar el primer jueves de primavera con luna llena. El pueblo se engalana para celebrar el día de su patrona, la Virgen del Sopetrán.
El Santísimo Cristo de la Caridad se celebra el 14 de septiembre. Después tienen lugar durante entre tres y cinco días la lidia de toros y vaquillas al estilo tradicional verato.
Los Escobazos se celebran el 7 de diciembre en honor a la Virgen de la Concepción, recordando la bajada de los cabreros de la sierra a la villa para celebrar al día siguiente, el de la Virgen, uno de sus pocos días de festividad. Declarada Fiesta de Interés Turístico Nacional

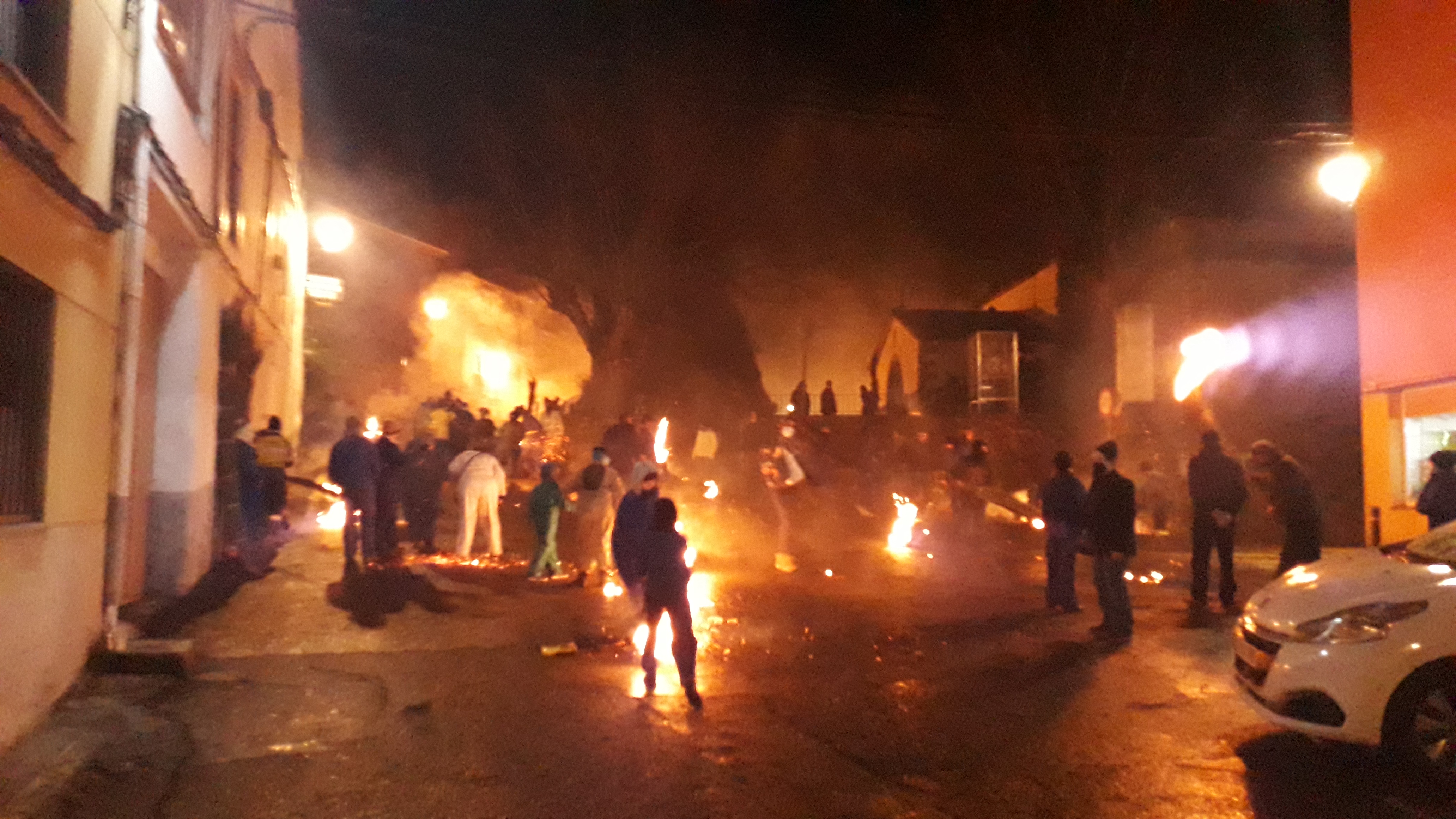
Fiesta de Los Escobazos

### Medios de comunicación
Desde la villa emite una emisora de radio, Onda Norte Radio, en el 107.1 FM.
El municipio recibe la TDT desde los repetidores de televisión de Montánchez y Belvís de Monroy. Pertenece a la demarcación de televisión local de Jaraíz de la Vera.